# Europese begrotingsdiscipline
De Europese begrotingsdiscipline (populaire benaming: Maastrichtnorm) was een van de afspraken uit het Verdrag van Maastricht uit 1992, waarbij werd afgesproken dat per 1999 de Economische en Monetaire Unie gevormd werd en de euro als munteenheid ingevoerd zou worden in de landen van de Europese Unie die aan de Maastrichtnorm zou voldoen.
De discipline bestond erin dat een tekort van een Europese lidstaat de 3%-norm (van het bruto binnenlands product) niet of slechts incidenteel zou overschrijden, op straffe van een boete. Dit tekort bestaat uit de saldi op de begroting van de landelijke overheid (financieringstekort), de saldi van begrotingen van lagere overheden en sociale fondsen.
De staatsschuld zou ten hoogste 60% van het bruto binnenlands product mogen bedragen. Het belastingstelsel zou zodanig hervormd moeten zijn dat de belastinginkomsten zo veel mogelijk conjunctuurongevoelig zouden worden. Ten slotte zou het inflatiecijfer nooit meer dan een procent af mogen wijken van het Europese gemiddelde, waardoor ook de door de centrale banken gehanteerde interestpercentages nooit meer dan dat percentage uiteen zouden gaan lopen.
Ten slotte werd een kwalitatief oordeel gevormd over de soliditeit van de nationale economie, in hoeverre die concurrerend was tegenover die van andere Europese landen en tegenover de wereldmarkt. Daarbij werd een sterkte-zwakteanalyse toegepast op macro- en mesoniveau, alsmede op deelmarkten als de geld-, de aandelen- als de arbeidsmarkt.
Per 2000 zijn de afspraken vervangen door het Stabiliteits- en Groeipact en zijn er criteria opgesteld voor toetreding van landen tot de EMU dan wel voor toestemming om de euro als wettig betaalmiddel in te voeren.